# Тонеин (галиот, 1720)
«Тонеин» — галиот Балтийского флота Российской Империи. Находился в составе флота с 1720 до 1739 год, в течение службы по большей части использовался в качестве транспортного и пассажирского судна.

## Описание судна
Парусный галиот с деревянным корпусом.

## История службы
Точное место и время постройки галиота «Тонеин» не установлено, для нужд Балтийского флота России судно было приобретено в 1720 году в Голландии.
В кампанию 1727 года с июля по сентябрь находился в составе отряда под командованием вице-адмирала Н. А. Сенявина, который доставил в Киль цесаревну Анну Петровну и герцога К. Ф. Гольштейн-Готторпского.
С июля по октябрь 1728 года вновь совершил плавание в Киль в отряде шаутбенахта П. П. Бредаля, который доставил оттуда гроб с телом герцогини Гольштейн-Готторпской.
В кампанию 1728 года находился в составе отряда под общим командованием контр-адмирала Питера Бредаля, состоявшей помимо гукора из линейного корабля «Рафаил» и фрегата «Крейсер», которая с 8 (19) августа по 12 (23) сентября 1728 года совершил переход из Кронштадта в Киль, где на борт линейного корабля был погружен гроб с телом недавно скончавшейся cупруги Карла Фридриха Гольштейн-Готторпского, герцогини Голштинской, цесаревны Анны Петровны. И с 26 сентября (7 октября) по 14 (25) октября отряд совершил обратный переход.
В 1730 году перевозил грузы из Кронштадта в Ревель.
В кампанию 1731 года в составе кронштадтской эскадры кораблей Балтийского флота под общим командованием капитана 3-го ранга Югана Леймана совершил плавание в Киль за грузом лошадей, купленных для драбантского полка. Эскадра для плавания была сформирована по приказу Адмиралтейств-коллегии от 19 (30) мая 1731 года с фрегатом «Эсперанс» в качестве флагмана и, согласно следующему распоряжению от 24 мая (4 июня) 1731 года, ей было предписано с первым благоприятным ветром выйти в море. При этом фрегату предписывалось идти под военным флагом и вымпелом, а всем остальным судам под купеческими, однако с военными гюйсами и без вымпелов.
На все суда эскадры были погружены бочки для воды и c 26 мая (6 июня) по 29 мая (9 июня) они вышли на кронштадтский рейд. После чего 29 мая (9 июня) все корабли подняли торговые флаги, а флагманский фрегат — военный, и они начали лавировать и верповаться на запад. 9 (20) июня эскадра прошла Гогланд. 19 (30) июня в районе видимости острова Борнхольм все суда эскадры подняли кормовые флаги, однако позже в тот же день их спустили. 25 июня (6 июля) все суда эскадры подошли к входу в Кильскую бухту и встали на якоря. 27 июня (8 июля) эскадра снялась с якорей и корабли пошли в бухту, при этом на входе «Эсперанс» обменялся салютами с береговыми батареями.
2 (13) июля галиот ушёл из Киля в Ригу для доставки оттуда драгун в Любек и Данциг, а 2 (13) августа вернулся из Риги в Киль. 11 (22) сентября на галиот перегрузили лошадей, ранее загруженных на гукор «Новый Кроншлот». 25 сентября (6 октября) 1731 года суда эскадры снялись с якорей и взяли обратный курс на Кронштадт. 30 сентября (11 октября) галиот лавировал и промерял глубину для прохождения кораблей эскадры в районе острова Мён и на следующий день 1 (12) октября корабли эскадры с помощью верпов попали на нужный фарватер. 9 (20) октября суда эскадры подошли к Кронштадту и 10 (21) октября вошли в гавань.
В 1732 и 1733 годах вновь использовался для грузовых перевозок между портами Финского залива.
В кампанию 1737 года галиот готовили к плаванию во Францию с русскими товарами, однако оно было отменено. Осенью того же года совершил плавание в Стокгольм.
По окончании службы в 1739 году галиот «Тонеин» был разобран.

## Командиры судна
Командирами галиота «Тонеин» в составе Российского императорского флота в разное время служили:
- Конеган (1728 год);
- Корилес (1730 год);
- шкипер Мей (до 1 (12) июля 1731 года)[11];
- унтер-лейтенант Михаил Прончищев (с 1 (12) июля 1731 года)[11][12];
- Размус (1732—1733 годы);
- мастер Авраам Овцын (1737 год)[10].

### Комментарии
1. ↑  Эскадра состояла из 13 судов, включая фрегат «Эсперанс» (флагман), два переоборудованных линейных корабля «Виктория» и «Девоншир», гукор «Новый Кроншлот», два пакетбота «Ластка» и «Фортуна», два шмака «Бобр» и «Де Бир-Драгер», два галиота «Гогланд» и «Тонеин», три флейта «Голштиния», «Киль» и «Эзель»[5].
2. ↑  Днём ранее там сел на мель флагманский фрегат эскадры «Эсперанс»[9].